# Méral
Méral est une commune française, située dans le département de la Mayenne en région Pays de la Loire, peuplée de 1 075 habitants.
La commune fait partie de la province historique de l'Anjou (Haut-Anjou).

## Géographie
Méral est une commune rurale située aux confins du Haut Anjou, à la frontière du Bas-Maine et près des limites de la Bretagne. Elle est traversée par l'Oudon.

### Climat
Pour des articles plus généraux, voir Climat des Pays de la Loire et Climat de la Mayenne.
En 2010, le climat de la commune est de type climat océanique altéré, selon une étude du CNRS s'appuyant sur une série de données couvrant la période 1971-2000. En 2020, Météo-France publie une typologie des climats de la France métropolitaine dans laquelle la commune est exposée à un climat océanique et est dans la région climatique  Bretagne orientale et méridionale, Pays nantais, Vendée, caractérisée par une faible pluviométrie en été et une bonne insolation.
Pour la période 1971-2000, la température annuelle moyenne est de 11,2 °C, avec une amplitude thermique annuelle de 13,5 °C. Le cumul annuel moyen de précipitations est de 751 mm, avec 12,4 jours de précipitations en janvier et 6,9 jours en juillet. Pour la période 1991-2020, la température moyenne annuelle observée sur la station météorologique de Météo-France la plus proche, sur la commune de Cossé-le-Vivien à 5 km à vol d'oiseau, est de 12,0 °C et le cumul annuel moyen de précipitations est de 796,1 mm,. Pour l'avenir, les paramètres climatiques de la commune estimés pour 2050 selon différents scénarios d'émission de gaz à effet de serre sont consultables sur un site dédié publié par Météo-France en novembre 2022.

## Urbanisme

### Typologie
Au 1er janvier 2024, Méral est catégorisée bourg rural, selon la nouvelle grille communale de densité à sept niveaux définie par l'Insee en 2022.
Elle est située hors unité urbaine. Par ailleurs la commune fait partie de l'aire d'attraction de Laval, dont elle est une commune de la couronne,. Cette aire, qui regroupe 66 communes, est catégorisée dans les aires de 50 000 à moins de 200 000 habitants,.

### Occupation des sols
L'occupation des sols de la commune, telle qu'elle ressort de la base de données européenne d’occupation biophysique des sols Corine Land Cover (CLC), est marquée par l'importance des territoires agricoles (95,1 % en 2018), une proportion sensiblement équivalente à celle de 1990 (95,8 %). La répartition détaillée en 2018 est la suivante : 
terres arables (45 %), zones agricoles hétérogènes (36,9 %), prairies (13,2 %), forêts (2,9 %), zones urbanisées (2 %). L'évolution de l’occupation des sols de la commune et de ses infrastructures peut être observée sur les différentes représentations cartographiques du territoire : la carte de Cassini (XVIIIe siècle), la carte d'état-major (1820-1866) et les cartes ou photos aériennes de l'IGN pour la période actuelle (1950 à aujourd'hui).

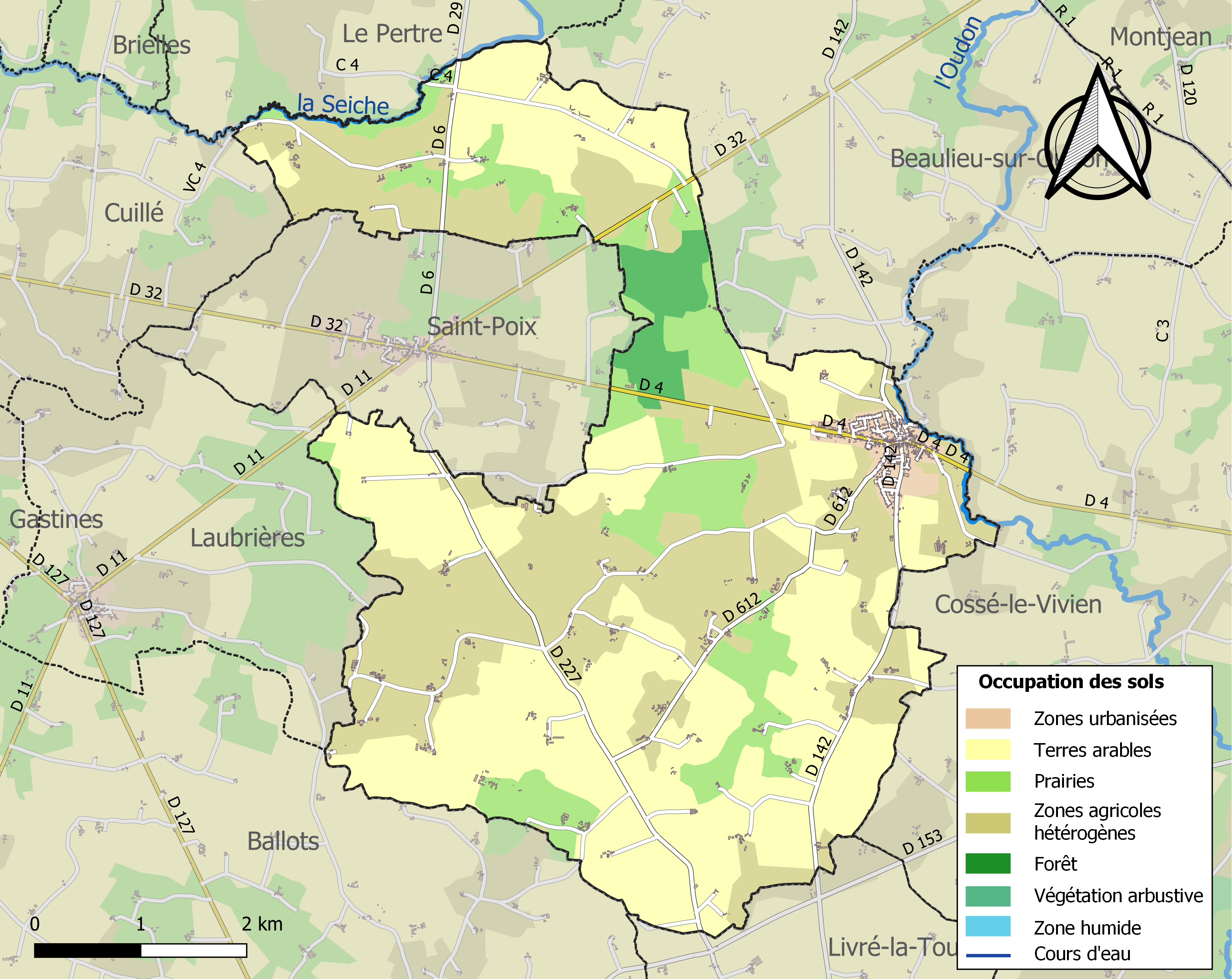
Carte des infrastructures et de l'occupation des sols de la commune en 2018 (CLC).

## Histoire
Au Moyen Âge et sous l'Ancien Régime, Méral était membre de la baronnie de Craon. La paroisse relevait du diocèse d'Angers sur le plan religieux et de la sénéchaussée d'Angers sur les plans administratif et judiciaire.
Insurrection des chouans (1794).
Méral fait partie de la Mayenne angevine.

## Héraldique
| Blason de Méral | Blason  | Coupé ondé : Au 1 d’azur à l’escarboucle de huit rais d’or ; au 2 parti-gironné de six pièces d’or et de sinople à deux anilles de l’un à l’autre, mises en fasce. |
| Blason de Méral | Détails | L’azur symbolise la Jouanne et l’Ouette qui traversent le territoire communal. L’azur et l’escarboucle à six rais reprennent le blason du seigneur du Buat qui possédait Méral. La reprise intégrale du blason d’un seigneur étant interdite pour les communes, il suffit d’en emprunter un ou plusieurs éléments. L’ondé représente l’Oudon qui sert de limite au village. Le gironné symbolise les deux moulins à vent de Méral en représentant les pales, l’image complète d’un moulin étant d’une manière générale peu employée et lourde dans un dessin. L’avantage du gironné est de permettre d’apporter une explication supplémentaire avec la couleur verte ou sinople qui vient indiquer la présence de nombreux pâturages ; l’or, quant à lui, image les cultures. Les anilles qui sont les fers mis dans les moulins pour retenir les meules représentent clairement à la fois les moulins à vent, mais aussi les deux moulins sur l’Oudon. C’est la raison de leurs couleurs alternées avec le gironné qui suggère une double signification de leur présence. Les ornements sont deux chevaux affrontés d’argent pour rappeler l’activité équestre de la commune avec ses courses. Ils sont posés sur un mont de sable pour indiquer que le village porte le surnom de “Ville noire” en raison d’un ancien incendie qui l’avait presque entièrement détruit. Le listel d'argent porte le nom de la commune en lettres majuscules de sable. La couronne de tours dit que l’écu est celui d’une commune ; elle n’a rien à voir avec des fortifications. Le statut officiel du blason reste à déterminer. |

## Économie

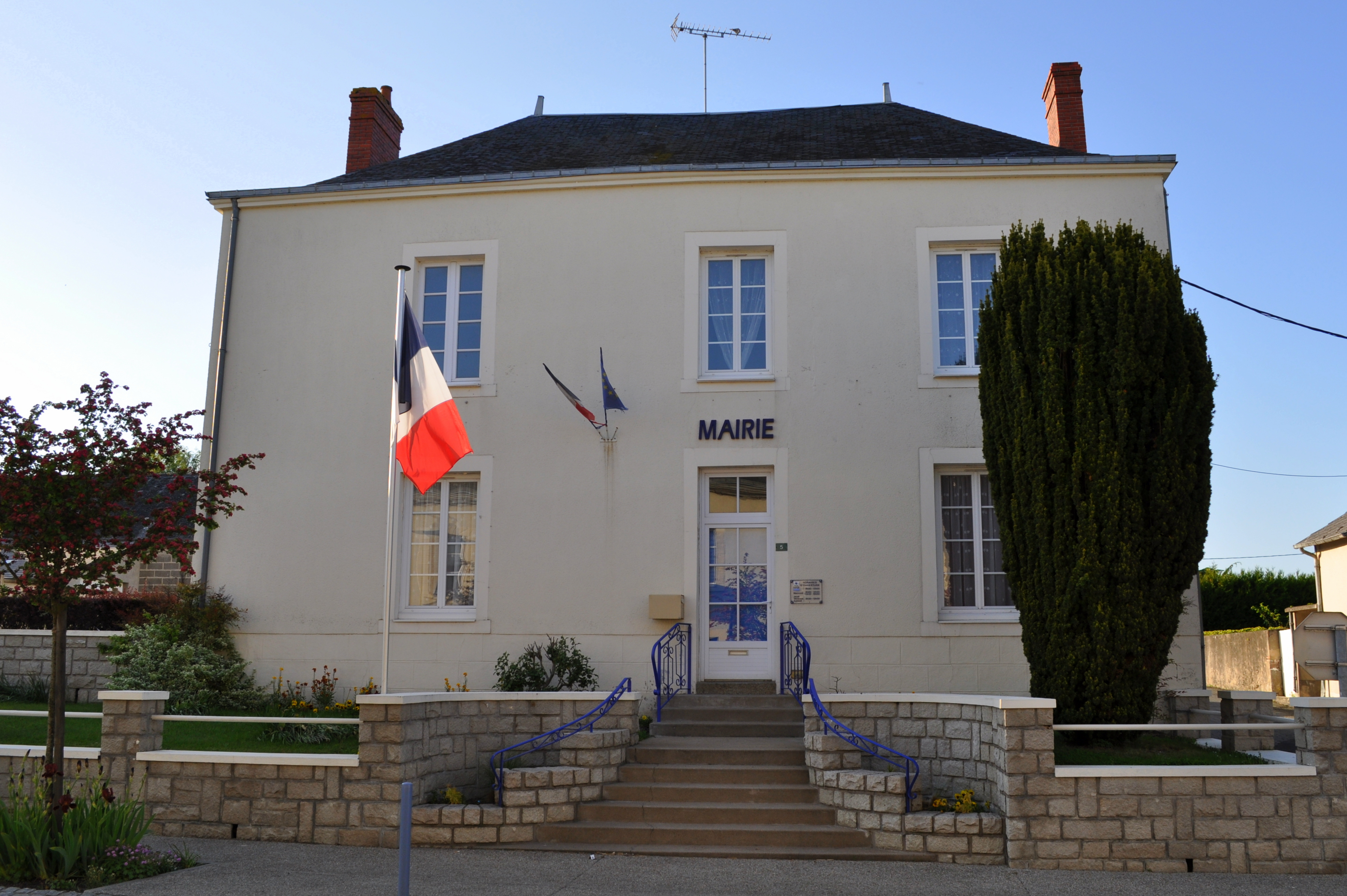
La mairie.

## Politique et administration

### Liste des maires
| Période      | Période  | Identité                                              | Étiquette        | Qualité                                                             |
| ------------ | -------- | ----------------------------------------------------- | ---------------- | ------------------------------------------------------------------- |
| 1792         |          | M. Boisseau                                           |                  |                                                                     |
| An II        |          | F. Helbert                                            |                  | Agent national                                                      |
| An IV        |          | La municipalité est désorganisée en vendémiaire an IV |                  |                                                                     |
| 1798         |          | F. Lebourdais                                         |                  |                                                                     |
| 1800         |          | Boisramé le jeune                                     |                  |                                                                     |
| 1808         | 1808     | Louis-Charles-Marie du Buat                           |                  | Chevalier, comte du Buat, propriétaire du château de la Subrardière |
| 1808         | 1809     | Joseph Métairie                                       |                  |                                                                     |
| 1809         | 1814     | Jacques Talvat-Revière                                |                  |                                                                     |
| 1815         | 1830     | Jacques Métairie                                      |                  |                                                                     |
| 1832         | 1843     | Alexis Brillet                                        |                  |                                                                     |
| 1850         | 1888     | Charles du Buat                                       |                  | Comte du Buat, propriétaire du château de la Subrardière            |
| 1888         |          | Thoreau-Touchardière                                  |                  |                                                                     |
| 1904         | 1908     | Auguste de Chabot                                     |                  | Comte de Chabot, propriétaire du château de la Subrardière          |
| 1945         |          | Médéric de Lancesseur                                 |                  |                                                                     |
| (avant 2001) | 2008     | André Logeais                                         |                  | Agriculteur                                                         |
| 2008         | mai 2020 | Jean-Marc Foucher                                     | SE               | Agriculteur                                                         |
| mai 2020     | En cours | Richard Chamaret                                      | SE puis Horizons | Consultant en métiers de l’agriculture                              |

## Population et société

### Démographie
L'évolution du nombre d'habitants est connue à travers les recensements de la population effectués dans la commune depuis 1793. Pour les communes de moins de 10 000 habitants, une enquête de recensement portant sur toute la population est réalisée tous les cinq ans, les populations de référence des années intermédiaires étant quant à elles estimées par interpolation ou extrapolation. Pour la commune, le premier recensement exhaustif entrant dans le cadre du nouveau dispositif a été réalisé en 2007.

En 2022, la commune comptait 1 075 habitants, en évolution de −1,47 % par rapport à 2016 (Mayenne : −0,73 %, France hors Mayotte : +2,11 %).
| 1793  | 1800 | 1806  | 1821  | 1831  | 1836  | 1841  | 1846  | 1851  |
| ----- | ---- | ----- | ----- | ----- | ----- | ----- | ----- | ----- |
| 1 296 | 950  | 1 343 | 1 390 | 1 357 | 1 312 | 1 237 | 1 350 | 1 421 |

| 1856  | 1861  | 1866  | 1872  | 1876  | 1881  | 1886  | 1891  | 1896  |
| ----- | ----- | ----- | ----- | ----- | ----- | ----- | ----- | ----- |
| 1 392 | 1 356 | 1 321 | 1 309 | 1 300 | 1 294 | 1 305 | 1 290 | 1 246 |

| 1901  | 1906  | 1911  | 1921  | 1926  | 1931  | 1936  | 1946  | 1954  |
| ----- | ----- | ----- | ----- | ----- | ----- | ----- | ----- | ----- |
| 1 200 | 1 218 | 1 186 | 1 118 | 1 109 | 1 118 | 1 066 | 1 088 | 1 063 |

| 1962  | 1968  | 1975 | 1982 | 1990 | 1999 | 2006  | 2007  | 2012  |
| ----- | ----- | ---- | ---- | ---- | ---- | ----- | ----- | ----- |
| 1 061 | 1 027 | 956  | 915  | 809  | 913  | 1 042 | 1 060 | 1 067 |

| 2017  | 2022  | - | - | - | - | - | - | - |
| ----- | ----- | - | - | - | - | - | - | - |
| 1 098 | 1 075 | - | - | - | - | - | - | - |

## Lieux et monuments
- Église paroissiale (consacrée le 23 avril 1868).
- Chapelle Saint-Joseph (1882). Tombeau de Victoire Brielle dite la Sainte de Méral. Pèlerinage.
- Château de la Subrardière.
- Château de Chanteil.
- Ancien château de la Corbière.
- Moulins.
- Lavoir sur l'Oudon.

## Personnalités liées à la commune
- Victoire Brielle, (1815-1847). Son corps fut retrouvé miraculeusement intact en 1866, une vingtaine d'années après son inhumation au cimetière de Méral.
- Jean-Paul Hévin (né en 1957 à Méral), chef pâtissier.
- Jean Pierre Guiard (1767-1846), colonel français de la Révolution et de l'Empire, chevalier de la Légion d'honneur, né à Méral.